# 翁东德拉斯涅韦斯
翁东德拉斯涅韦斯，是西班牙巴伦西亚自治区阿利坎特省的一个市镇。总面积69km2，总人口1660人（2001年），人口密度24人/km2。